# Чергейко, Илья Владимирович
Илья Владимирович Черге́йко (бел. Ілья Уладзіміравіч Чаргейка; род. 15 апреля 1993, Минск) — белорусский стрелок, специализирующийся в стрельбе из винтовки. Призёр чемпионатов Европы ,чемпионатов Мира, финалист двух Олимпиад.

## Карьера
Заниматься спортивной стрельбой начал в 2004 году в минском клубе «ДОСААФ».
В 2010 году стал вице-чемпионом юношеских Олимпийских игр в Сингапуре в стрельбе из пневматической винтовки. В том же году стал вице-чемпионом мира в стрельбе из трёх положений в юниорском разряде. Также среди юниоров дважды выигрывал золотые медали на чемпионатах Европы (в 2010 и 2011 годах, оба раза — в стрельбе из пневматической винтовки).
В 2012 году дебютировал на Олимпийских играх. В Лондоне стрелял только из пневматической винтовки. Там белорус смог пробиться в финал с пятым результатом, но в решающем раунде отстрелял не лучшим образом и стал лишь седьмым.
В том же 2012 году впервые в карьере попал на подиум этапа Кубка мира (в стрельбе из трёх положений в Милане был третьим, а из пневматической винтовки в Мюнхене — вторым).
На Олимпиаде в Рио-де-Жанейро принимал участие в двух видах стрелковой программы. В стрельбе из трёх положений показал только 31-й результат, а в упражнении с пневматической винтовкой как и четыре года назад вышел в финальный раунд, где улучшил свою лондонскую позицию и занял шестое место.